# Casavatore
Casavatore es un municipio italiano localizado en la ciudad metropolitana de Nápoles, en Campania. Tiene una población estimada, a fines de noviembre de 2021, de 18 238 habitantes.
Casavatore limita con las siguientes comunas: Arzano, Casoria y Nápoles.

## Demografía
| Gráfica de evolución demográfica de Casavatore entre 1861 y 2021 |
|                                                                  |
| Fuente ISTAT - elaboración gráfica de Wikipedia                  |